# Det portugisiske koloniimperium
Det portugisiske koloniimperium var historiens første verdensomspændende koloniimperium og det ældste og længste af de europæiske koloniriger; det varede fra 1415 til 1999.
Det var tilknytningen til havet, som gjorde, at kongedømmet kunne erobre Ceuta i 1415 og udforske Atlanterhavet tidligt i 1400-tallet. Henrik Søfareren grundlagde en søfartsskole i Sagres, og den skabte grundlag for opfindelser som karavellen og at den portugisiske kartografi blev videreudviklet. Hundrede år senere fandt man en sejlrute til Indien, og Portugal begyndte at ekspandere ud over verden. De berømte opdagere Bartolomeu Dias, Vasco da Gama og Magellan var portugisere, selv om Magellean sejlede for den spanske krone, som var Portugals konkurrent inden for søfart efter 1492.
Imperiet var afgrænset til en samling små, men godt bevogtede udposter ved kysten på grund af Portugals lave folketal og beskedne udstrækning. Imperiet nåede sin storhedstid i 1500-tallet, men på grund af Habsburg-kongernes manglende engagement og konkurrencen fra de nye kolonimagter England, Frankrig og Holland begyndte et langvarigt og gradvist forfald. Fra 1700-tallet koncentrerede Portugal sig om koloniseringen af Brasilien og de afrikanske territorier. Guld fra Brasilien gav ny næring til imperiet, men det katastrofale jordskælv i Lissabon i 1755 gik hårdt ud over imperiets hovedstad og var begyndelsen på enden for Portugals mægtige position på den internationale politiske arena. I 1822 blev Brasilien uafhængigt, og i 1890 gjorde det britiske ultimatum ende på de portugisiske planer om en lignende storkoloni i Afrika.
Efter 2. verdenskrig forsøgte Portugal under Salazar at modarbejde afkoloniseringen. Det førte til den portugisiske kolonikrig i 1961. Den varede til 1974. Efter at Goa og Daman og Diu blev overtaget af Indien, blev det portugisiske herredømme i Asien indskrænket til Macao (egentlig et kinesisk territorium forvaltet af Portugal) og Østtimor. Efter nellikerevolutionen i 1974 ændrede Portugal politisk kurs og begyndte at støtte selvstændighed for sine hidtidige kolonier. Det oversøiske portugisiske imperium sluttede, da Portugal overleverede Macao til Kina i 1999, selv om Østtimor var et de jure portugisisk territorium, til det blev selvstændigt i 2002.
Imperiet har fået en kulturel arvtager i form af Sammenslutningen af portugisisksprogede lande, CPLP.

## Begyndelsen på imperiet (1415-1494)
Den portugisiske genvinding af landet fra araberne (på portugisisk reconquista) nåede højdepunktet i 1249, da Alfonso 3. erobrede Algarve og dermed fastsatte den portugisiske stats grænser på den den iberiske halvø, som har været nærmest uændret til i dag. I 1500-tallet anvendte kongehusene Aragon og Portugal søvejen for at udvide sit territorium. Den castillenske trone erobrede først det sidste mauriske forsvarsværk i 1492. Det aragonske imperium, som havde gennemført sin reconquista i 1266, koncentrerede sig om Middelhavet, mens det portugisiske imperium rettede opmærksomheden mod Atlanterhavet og Nordafrika.
Portugisiske soldater tog kontrol over Ceuta på den nordafrikanske kyst i 1415 og nedkæmpede maurerne, som forsøgte en generobring i 1418. I 1419 blev to af Henrik Søfarerens kaptajner, João Gonçalves Zarco og Tristão Vaz Teixeira, ført af en storm til øen Madeira. I 1427 opdagede en anden portugisisk kaptajn øgruppen Azorerne.
Under en ekspedition til Tanger i 1436 udsendt af kong Edvard af Portugal 1433–1438 blev den portugisiske hær nedkæmpet, men undgik at blive ødelagt ved at lade prins Ferdinand, kongens yngste broder, blive gidsel. Prins Henriks kaptajner fortsatte med at udforske Afrika og Atlanterhavet. I 1434 blev søvejen rundt om Cape Bojador fundet. I 1441 kom den første ladning med slaver til Lissabon, og slavehandelen skulle snart blive en af de mest lønsomme indtægtskilder for det portugisiske imperium. Senegal og Kapp Verde blev nåede i 1445. I 1446 var António Fernandes nær ved at nå Sierra Leone.
Koloniseringen af Azorerne fortsatte fra og med 1439 og Madeira, hvor nybyggere fra Portugal, Frankrig og Flandern producerede sukker og vin. Guld fra Guinea stimulerede den portugisiske handelsøkonomi, og det blev tydeligt, at opdagelserne ikke kun havde religiøse og videnskabelige fordele men tillige var økonomisk yderst lønsomme.
Under Alfonso V, Afrikaneren (1443–1481), blev Guinea-bugten udforsket helt til Cape St Catherine, og der blev sendt tre ekspeditioner til Marokko i 1458, 1461 og 1471. I 1458 blev Alcácer Ceguer (arabisk: El Qsar es Seghir) erobret fra maurerne, og i 1471 blev Arzila og Tanger erobret.
I 1474 blev João Vaz Corte-Real kapitani på Azorerne for at have opdaget Terra Nova dos Bacalhaus (Det nye torskefiske-land) i 1472. Nogle mener, at det var Newfoundland. Det er muligt, at det er rigtigt, men portugiserne kun gav meget få informationer om deres opdagelser. Men João Vaz Corte-Real var far til Corte-Real-brødrene, som udforskede Newfoundland i 1500.
Alfonso 5. gjorde krav på den kastilliansk-leonske trone, da han giftede sig med prinsesse Joan af Castillen, men Isabella udråbte sig selv til dronning af Castillen. Alcáçovas-aftalen, som blev undertegnet i 1479, gav Portugal eneret til at sejle på havet sønden for De Kanariske øer, og portugiserne valgte da at anerkende Isabella som dronning af Castillen.
Under João 2. af Portugal (1481–1495) blev fortet São Jorge da Mina (nu Elmina i Ghana) grundlagt for at beskytte Guinea-handelen. Dette blev det portugisiske hovedkvarter i Vestafrika frem til 1637. Diogo Cão opdagede Congo i 1482 og nåede Cape Cross i 1486. I 1488 rundede Bartolomeu Dias Kap det gode håb, og dermed var passagen til Indien åbnet.

## Tordesillas-traktaten (1494)
Portugal så for sig et enormt handelspotentiale i den fundne søvej rundt om Afrika til Indien og resten af Asien og arbejdede offensivt for at udvikle det både med handelsudsteder og fæstninger.
Pavebullen Inter caetera i 1493 og Tordesillas-traktaten i 1494 delte verden uden for Europa mellem Portugal og Spanien. Linjen blev bestemt til nord-syd-meridianen 1.550 km vest for Kap Verde-øerne ud for vestkysten af Afrika. Det resulterede i, at hele Afrika og næsten hele Asien tilhørte Portugal, mens næsten hele den nye verden ville tilhøre Spanien.
Det første forslag fra pave Alexander 6. var at linjen blev flyttet vestover af João den 2. af Portugal, og det blev vedtaget. Den nye linje gjorde, at Brasilien og Newfoundland blev en del af Portugal i år 1500. Da afstanden, som blev foreslået af João 2. ikke er et "rundt" tal (370 sømil), mener nogle, at Portugal kendte til disse landområder før Tordesillas-traktaten i 1494. João den 2. døde året efter.

## Imperiets glansdage (1494-1580)
Efter at Tordesillas-traktaten var underskrevet, fik Portugal eneret på at sejle rundt om Afrika, og i 1498 nåede Vasco da Gama Indien og etablerede de første portugisiske udposter der. Snart var Portugal midtpunktet for handelen med Østen.
I Østafrika blev små muslimske stater langs kysten af Mozambique, Kilwa, Brava og Mombasa enten ødelagt, eller de kom under eller allieret med Portugal. Pêro da Covilhã nåede Etiopien allerede i 1490 ved at rejse inkognito, og en delegation af diplomater mødte lederen for landet i 1520. Den 22. april 1500 gik Pedro Álvares Cabral i land på det senere Porto Seguro i Brasilien, og der blev oprettet midlertidige handelsstationer for at indsamle brasiliansk træ, som blev brugt til farvning.
Sokotra i Det Arabiske Hav blev okkuperet i 1506, og samme år besøgte Lourenço d'Almeida Ceylon. I Det Indiske Ocean blev Madagaskar opdaget i 1507 af et af Pedro Álvares Cabrals skibe, og landet blev delvist udforsket af Tristão da Cunha. Mauritius blev opdaget samme år. I 1509 vandt portugiserne søslaget ved Diu mod en koalition af Osman-sultanen Beyazid 2., sultanen af Gujarat, mameluk-sultanen af Kairo, raja Samoothiri af Kozhikode, Den venetianske republik og Ragusan-republikken (Dubrovnik). Det 2. slag om Diu i 1538 gjorde ende på de osmanniske fremstød i Indien og bekræftede det portugisiske enevælde i Det indiske ocean.
Portugal grundlagde handelsstationer på fjerne steder som Goa, Malakka, Molukkene, Macao og Nagasaki. Portugal holdt både europæiske og asiatiske konkurrenter ude og dominerede ikke blot handelen mellem Asien og Europa men også meget af handelen mellem områder i Asien som Indien, Indonesien, Kina og Japan. Jesuitmissionærer som den spanske Francis Xavier fulgte portugiserne for at sprede den romersk-katolske kristne tro til Asien.
Mens portugisiske skibe udforskede Asien og Sydamerika, fik João Fernandes Lavrador og Corte-Real-brødrene tilladelse af kong Manuel 1. af Portugal til at udforske Nordatlanten. Lavrador genopdagede Grønland og udforskede området Labrador, som blev opkaldt efter ham. Miguel og Gaspar Corte-Real udforskede Newfoundland og omkringliggende områder. Torsken på Newfoundland bankerne blev udnyttet, og der blev indført skatter for at give indtægter til kongedømmet. João Álvares Fagundes bad i 1521 om tilladelse til at bygge en koloni i området og fik kongens godkendelse. Kolonien blev forladt i løbet af fem år, men årsagen er ukendt. Da de afrikanske og asiatiske territorier var mere lukrative, faldt den portugisisk interesse for Nordamerika. I sidste halvdel af det 16. århundrede havde Portugal begrænset aktiviteten i Newfoundland og Labrador til fiskeri.
I 1503 opdagede en portugisisk ekspedition under ledelse af Gonçalo Coelho, at franskmændene plyndrede områder, som nu ligger i Brasilien. I 1530 organiserede João III koloniseringen af Brasilien i form af 15 capitanias hereditárias ('arvelige kapitani-områder'), som blev tilbudt alle, som ville administrere og udforske dem. Samme år blev en ny ekspedition sendt ud under ledelse af Martim Afonso de Souza med ordre til at afpatruljere hele den brasilianske kyst, drive franskmændene ud og grundlægge de første kolonibyer: São Vicente på kysten, og São Paulo ved højsletterne. Kun to af de 15 oprindelige kapitania, Pernambuco og São Vicente, oplevede vækst. Da bosættelserne blev permanente, blev sukkerrør-industrien indført, og den krævede megen arbejdskraft. Først blev behovet dækket af indianere og senere af afrikanske slaver. Den første generalguvernør over Brasilien, Tomé de Sousa blev udsendt i 1549. Han erklærede kapitani-systemet for ineffektivt og grundlagde hovedstaden Salvador ved Baía de Todos os Santos. De første jesuitter kom samme år.
Den 3. guvernørgeneral i Brasilien, portugiseren Mem de Sá, formåede at ødelægge den franske koloni i Guanabarabugten, som havde navnet France Antarctique, mellem 1565 og 1567. Kolonien havde eksisteret i 10 år. Mem de Sá grundlagde sammen med nevøen Estácio de Sá byen Rio de Janeiro i marts 1567.
I 1578 kom portugisiske korsfarere mod Marokko og blev mødt af Ahmed Mohammed af Fez ved Alcazarquivir. Det er sandsynligt, at kong Sebastian af Portugal blev dræbt i kampene, eller at han blev henrettet. Slaget markerede slutningen på Portugals ambitioner om verdensherredømmet.

## Kongehuset Habsburg (1580-1640)
Mellem 1580 og 1640 var den portugisiske trone de spanske Habsburg-kongers, hvis besiddelser udgjorde det største koloniimperium til da. I 1583 sendte Filip 1. af Portugal, 2. af Spanien den samlede Iberiske flåde ud for at fordrive franske handelsmænd fra Azorerne. Azorerne var den sidste del af Portugal, som undgik Filips herredømme.
Med to verdensomspændende imperier at styre og med konkurrencen fra nederlændere, englændere og franskmænd undlod Habsburg-kongerne at værne om flere af de portugisiske territorier rundt om i verden. I denne periode mistede Portugal flere store områder til de andre kolonimagter.
Den portugisiske ekspansion fortsatte i Amerika vest for meridianen, som blev bestemt af Tordesillas-traktaten. Portugal mobiliserede en militærekspedition, som nedkæmpede og fordrev de franske nybyggere i France Équinoxiale i 1615, mindre end fire år efter, at de kom til landet.

Den 30. april 1625 generobrede en portugisisk flåde under ledelse af Fadrique de Toledo byen Salvador da Bahia fra nederlænderne. Skvadronen bestod af 22 portugisiske, 34 spanske skibe og 12.500 mænd. Tre fjerdedele var spanske, resten var portugisiske.
I 1627 faldt den kastillianske økonomi sammen. Nederlænderne, som havde opbygget deres flåde i løbet af tolvårsvåbenhvilen, knuste den spanske handel, efter at der på ny var udbrudt krig. Spanien havde været helt afhængig af denne handel efter krakket. Selv om Spanien vandt flere sejre, måtte de bruge deres ressourcer over hele Europa, foruden at den livsvigtige søfart måtte værnes mod den nederlandske flåde, som var blevet kraftigt udbedret. Spaniens fjender, så som Nederlandene og England, higede efter den spanske rigdom på den anden side af havet og valgte ofte at gå til angreb på de svage portugisiske udposter frem for de spanske. Spaniolerne kunne ikke længere beherske havene. Dermed var forudsætningerne skabt for den nederlandsk-portugisiske krig.
Mellem 1638 og 1640 fik Nederlandene kontrol over Nordøstbrasilien med hovedsæde i Recife. Portugiserne vandt en vigtig sejr i det andet slag om Guararapes i 1649. Før 1654 havde nederlænderne overgivet sig og tilbagegivet kontrollen af alle områderne til portugiserne.
Selv om de nederlandske kolonier i Brasilien blev udslettet, formåede hollænderne at okkupere Ceylon, Kap det gode håb og Ostindien og at overtage handelen med Japan i Nagasaki. De portugisiske territorier i Asien blev reduceret til baser i Macao, Østtimor og Portugisisk Indien.

## Den brasilianske rigdom (1640-1822)
Tabet af kolonier var en af grundene til, at unionen med Spanien endte. I 1640 blev João 4. erklæret konge af Portugal, og den portugisiske genoprettelseskrig begyndte. I 1668 anerkendte Spanien ophævelsen af den Iberiske union, mod at Portugal gav Ceuta til den spanske krone.
I 1661 gav portugiserne Bombay og Tanger til England som del af en handel, og i de næste hundrede år blev briterne de dominerende i Indien, efter Mogul-imperiet gik i opløsning. Andre var næsten helt udelukket fra at handle der, men Portugal formåede at holde på Goa og flere mindre baser.
I 1755 blev Lissabon ramt af et katastrofalt jordskælv og en tsunami, som tog livet af mere end 100.000 mennesker af en befolkning på 275.000. Det indvirkede på de portugisiske koloniambitioner i slutningen af 1700-tallet.
Selvom Brasilien først ikke havde stor betydning, kom området til at blive hovedcenteret for det portugisiske koloniprojekt, og Portugal hentede her værdifulde råvarer som guld, ædelsten, sukkerrør, kaffe og andre afgrøder. Frivillig udvandring til Brasilien fra Europa og slavehandelen fra Afrika gjorde, at befolkningen voksede betydeligt, og i dag er Brasilien det største portugisisktalende land i verden.
I modsætning til spanierne opdelte portugiserne ikke det koloniserede område i Amerika. Kapitanierne, som blev oprettede i starten, måtte indordne sig under en central administration i Salvador, som rapporterede direkte til kongehuset i Lissabon.
I 1789 opstod en oprørsgruppe, som ville frigøre Brasilien fra Portugal, med navnet Inconfidência Mineira. Den blev slået ned på, og lederen Tiradentes blev hængt.
I 1808 invaderede franske tropper Portugal under Napoleon, og kronprinsen Dom João beordrede, at kongehuset og hoffet skulle flytte til Brasilien. I 1815 blev Brasilien opgraderet til kongedømme, og den portugisiske stat fik det officielle navn "Det forenede kongedømme Portugal, Brasilien og Algarve" (Reino Unido de Portugal, Brasil e Algarve). Også I den konstitutionelle retsforsamling, Cortes Constitucionais Portuguesas, blev der indvalgt brasilianske repræsentanter.
Dom João flyttede regeringshovedkvarteret til Brasilien i 1808 i et forsøg på at flygte fra Napoleon. Brasilien blev et kongedømme under Dom João 6.. Selv, om kongefamilien returnerede til Portugal i 1821, var der skabt et voksende ønske om frihed blandt brasilianerne. I 1822 erklærede sønnen af Dom João 6., kronprins Dom Pedro 1., landet selvstændigt fra Portugal og blev kronet til kejser.

## Portugisisk Afrika og de oversøiske provinser (1822-1961)
Da den europæiske kolonialisme havde sin glanstid i 1800-tallet, havde Portugal mistet sit territorium i Sydamerika og næsten alle i Asien. Den portugisiske kolonimagt fokuserede på udposterne i Afrika. Målet var at gøre dem til større landområder, så de kunne modstå de andre europæiske kolonimagter. De portugisiske territorier blev det, som senere blev Kap Verde, São Tomé og Príncipe, Angola og Mozambique.
Portugal udforskede indlandsområderne i Angola og Mozambique, og opdagere som Hermenegildo Capelo og Roberto Ivens var blandt de første europæere, som krydsede Afrika fra vest til øst. I slutningen af 1800-tallet var målet for portugiserne at gennemføre projektet "Det rosa kort", som skulle knytte de to kolonier sammen. Den idé var uacceptabel for briterne, som havde et projekt om at lægge en linje gennem Afrika fra nord til syd, mellem Kairo og Cape Town. Det britiske ultimatum i 1890 blev modtaget af kong Carlos 1. af Portugal, og "Det rosa kort" blev skrinlagt. Republikanerne brugte kongens reaktion på ultimatummet i den anti-monarkistiske bevægelse. I 1908 blev kong Carlos og prins Luís Filipe dræbt i Lissabon. Broderen til Luís Filipe, Manuel, blev kronet som kong Manuel 2. af Portugal. To år senere blev Portugal republik.
Under 1. verdenskrig blev Mozambique truet af tyske styrker, og Portugal gik med i krigen for at værne om kolonierne. Portugal var i en dårlig forfatning på grund af de ineffektive og kortvarige republikanske regeringer, og det blev forstærket af krigen.
I 1926 fik Portugal et fascistisk regime. António de Oliveira Salazar tog magten i 1933 og udøvede et diktatur. Han regnede de portugisiske kolonier som oversøiske provinser, og han modarbejdede efter 2. verdenskrig aktivt frigørelsen af kolonierne i modsat de andre kolonimagter som England, Frankrig og Nederlandene. Portugal blev dermed det land i Europa, som holdt længst på sine kolonier.
Den kolde krig skabte endnu mere ustabilitet, da USA og Sovjetunionen søgte at udvide deres kontrolsfærer. I 1957 invaderede Indien Dadra og Nagar Haveli, og i 1961 blev Goa og Daman og Diu invaderet. Det betød afslutningen på det portugisiske kolonistyre i Indien.
I 1961 kunne Portugal ikke længere bremse befrielsesbevægelserne i Afrika, og Den portugisiske kolonikrig brød ud.

## Forfald og kollaps (1961-1999)
Den portugisiske kolonikrig var hårdest i Portugisisk Guinea (nu Guinea-Bissau), Angola og Mozambique, og de portugisiske styrker var udsat for mange dødelige angreb. Den fejlslagne krig mod flere guerillabevægelser fik en alt for høj pris for Salazar-regimet, og i 1974 faldt regimet under "nellikerevolutionen". Det nye, demokratiske regime, som kom efter Salazar, gjorde med et slag ende på krigene og startede forhandlingerne om tilbagetrækning fra de afrikanske kolonier. I Mozambique og Angola udbrød der omgående borgerkrig mellem kommunistiske "regeringer" dannet af tidligere oprørsgrupper støttet af Sovjetunionen og Cuba og modstandsgrupper støttet af Zaire, Sydafrika og USA.
Østtimor blev også uafhængigt men blev omgående invaderet af nabolandet Indonesien, som okkuperede landet til 1999.
Det portugisiske oversøiske imperium endte endeligt, da Portugal overgav Macao til Kina i 1999. Aftalen lignede den om overleveringen af Hongkong fra Storbritannien.
I 1999 blev Østtimor fri af den indonesiske okkupationsmagt og blev en selvstændig stat efter en folkeafstemning i 2002.
De syv tidligere portugisiske kolonier, som nu er selvstændige lande, har sammen med Portugal dannet Sammenslutningen af portugisisksprogede lande, CPLP.

## Territorier i det portugisiske koloniimperium

### I Afrika
- Angola/Portugisisk Vest-Afrika – koloni (1575–1589); kronkoloni (1589–1951); oversøisk provins (1951–1971); delstat (1971–1975). Uafhængig 1975.
- Arguin/Arguim – (1455–1633)
- Accra (1557–1578)
- Cabinda – protektorat (1883–1887); Congo, distrikt (1887–1921); intendat under Maquela (1921–1922); underordnet Zaire, distrikt (1922–1930); Intendat under Zaire og Cabinda (1930–1932); intendat under Angola (1932–1934); underordnet Angola (1934–1945); genoprettet som distrikt (1946–1975). Kontrolleret af Frente Nacional para a Libertação de Angola (Den nationale angolanske befrielsesfront) som del af det uafhængige Angola i 1975. Cabinda erklæret som republik i 1975, ikke anerkendt af Portugal eller Angola.
- Cabo Verde/Cape Verde – bosættelser (1462–1495); underlagt kronkolonierne (1495–1587); kronkoloni (1587–1951); oversøisk provins (1951–1974); selvstændig republik (1974–1975). Uafhængig i 1975.
- Ceuta – erobret territorium (1415–1640). Blev spansk 1640.
- Elmina – erobret territorium (1482–1637)
- Fernando Póo og Annobón – kolonier (1474–1778). Overdraget til Spanien i 1778.
- Den portugisiske guldkyst – (1482–1642), overdraget til Den nederlandske guldkyst i 1642

- Guiné Portuguesa/Portugisisk Guinea – koloni (1879–1951); oversøisk provins (1951–1974). Unilateral uafhængighed erklæret i 1973, anerkendt af Portugal i 1974.
  - Cacheu – kapitani (1640–1879). Slået sammen med Bissau i 1879.
  - Bissau – bosættelse under Cacheu (1687–1696); kapitani (1696–1707); forladt (1707–1753); separat koloni under Kap Verde (1753–1879). Slået sammen med Cacehu i 1879.
- Madagaskar – sydlige del (1496–1550)
- Madeira – erobret territorium (1418–1420); koloni (1420–1580); kronkoloni (1580–1834); autonomt distrikt (1834–1976). Omgjort til autonom region i 1976.
- Mascarene-øerne – befæstet udpost (1498–1540)
- Malindi – okkupation (1500–1630)
- Mombasa – okkupation (1593–1638); koloni under Goa (1638-1698; 1728-1729). Under Oman i 1729.
- Marokko -enklaver
  - Aguz/Souira Guedima (1506–1525)
  - Alcacer Ceguer/El Qsar es Seghir (1458–1550)
  - Arzila/Asilah (1471-1550; 1577-1589). Tilbage til Marokko i 1589.
  - Azamor/Azemmour (1513–1541). By tilbage til Marokko i 1541.
  - Mazagan/El Jadida (1485–1550); erobring (1506–1769). Indlemmet i Marokko i 1769.
  - Mogador/Essaouira (1506–1510)
  - Safim/Safi (1488–1541)
  - Santa Cruz do Cabo de Gué/Agadir (1505–1541)
- Mozambique/Portugisisk Øst-Afrika) – erobring (1498–1501); under Goa (1501–1569); generalkapitani (1569–1609); koloni under Goa (1609–1752); koloni (1752–1951); oversøisk provins (1951–1971); delstat (1971–1974); lokal overgangsregering (1974–1975). Uafhængig i 1975.
- Quíloa (1505–1512)
- Saint Laurent-øyene (Madagaskar) – befæstet udpost (1498–1540)
- São João Baptista de Ajudá – fort under Brasil (1721–1730); under São Tomé og Príncipe (1865–1869). Annekteret af Dahomey i 1961.
- São Tomé e Príncipe – kronkoloni (1753–1951); oversøisk provins (1951–1971); lokalt administreret (1971–1975). Uafhængig i 1975.
  - São Tomé – Erobring (1470–1485); koloni (1485–1522); kronkoloni (1522–1641); administreret under nederlandsk okkupation (1641–1648). Okkuperet af Frankrig i 1648.
  - Principe – koloni (1500–1573). Slået sammen med São Tomé i 1573.
- Tanger – erobring (1471–1662). Overdraget til England i 1662.
- Zanzibar – erobring (1503–1698). Blev del af Oman i 1698.
- Ziguinchor – erobring (1645–1888). Overdraget til Frankrig i 1888.

### I Nordamerika og Nordatlanten
- Azorerne – kolonier (1427–1766); generalkapitani (1766–1831); De autonome distrikter Angra do Heroismo, Horta og Ponta Delgada (1831–1976). Autonom region i 1976.
- Corte-Real-landet (Newfoundland) – erobring (1500–1521); koloni (1521–1526); forladt
  - Terra Nova (Newfoundland), også kendt som Terra dos Bacalhaus (Torskelandet) – erobring (1500–1521); koloni (1521–1526)
  - Nova Scotia – erobring (1500–1521); koloni (1521–1526)
- Labrador – erobring (1499–1521); koloni (1521–1526); forladt
- Sydgrønland (Lavrador-øen) – erobring (1499-?); forladt

### I Central- og Sydamerika
- Barbados – Erobring kendt som Os Barbados, opdaget af Pedro Campos i 1536 som et eksilområde for brasilianske jøder. Det eneste territorium i Caribien, som portugiserne havde i 84 år til Portugal forlod øen til fordel for opdagelsesrejser nærmere Brasilien.
- Brasil – Erobret territorium kendt som Ilha de Santa Cruz, senere Terra de Vera Cruz (1500–1530); koloni (1530- 1714); vicekongedømme (1714–1815); kongedømme under Det forenede kongerige Portugal (1815–1822), uafhængig i 1822.
- Cisplatina (Uruguay) – erobring (1808–1822). Kapitani i 1817 (del af Det forenede kongedømme Portugal, Brasilien og Algarves). Indlemmet under det nye brasilianske imperium i 1822. Uafhængig i 1827, ændret navn til Uruguay.
- Fransk Guyana – erobring (1809–1817). Tilbage til Frankrig i 1817.
- Nova Colônia do Sacramento – Koloni i nutidens Uruguay (1680; 1683-1705; 1715-1777). Overdraget til Spanien i 1777.

### I Asien og Oceanien
- Bandaøerne (1512–1621)
- Bahrain – erobring (1521–1602)
- Burma – bosat af portugisiske handelsmænd i 1600-tallet og styret af Felipe de Britto (koloni kaldet Syriam, ændret navn til Thanlyn).
- Ceylon (Sri Lanka) – koloni (1597–1658). Nederlandene tog kontrol i 1656, Jaffna blev erobret i 1658.
- Flores Island – erobring (1500-1800-tallet)
- Gamru/Bandar Abbas – erobring (1506–1615)
- Hormuz/Ormuz – erobring under Goa (1515–1622). Indlemmet i Perserriget i 1622.
- Lakkadivene (1498–1545)
- Macao – bosættelse (1553–1557), territorium under Goa (1557–1844); oversøisk provins (1844–1883); kombineret oversøisk provins med Østtimor under Goa (1883–1951); oversøisk provins (1951–1976); Kinesisk territorium under portugisisk administration (1976–1999). Tilbage til Kina) som en særskilt administreret region i 1999.
  - Coloane – okkupation i 1864
  - Taipa – okkupation i 1851
  - Ilha Verde – indlemmet i 1890
  - D. João-, Lapa- og Montanha-øyene – bosat af portugisiske missionærer i 1800-tallet; okkuperet af portugisiske tropper i 1938. Erobret af Japan i 1941 og overdraget til Kina i 1945.
- Makassar (1512–1665)
- Malacca – bosættelse (1511–1641); tabt til Holland
- Maldivene – erobring (1518-1521, 1558-1573)
- Molukkene
  - Amboina/Ambon – bosættelse (1576–1605)
  - Ternate – bosættelse (1522–1575)
  - Tidore – koloni (1578–1605). Erobret af Nederlandene i 1605.
- Muskat – erobring (1515–1650)
- Nagasaki (Deshima) (1571–1639)
- Índia Portuguesa/Portugisisk Indien - oversøisk provins (1946–1962). Overtaget af Indien i 1962 og anerkendt af Portugal i 1974.
  - Baçaim/Vasai – erobring (1535–1739)
  - Bombay/Mumbai – erobring (1534–1661)
  - Calicut/Kozhikode – erobring (1512–1525)
  - Cambay/Khambhat – erobring
  - Cannanore – erobring (1502–1663)
  - Chaul – erobring (1521–1740)
  - Chittagong – erobring (1528–1666)
  - Cochin – erobring (1500–1663)
  - Cranganore – erobring (1536–1662)
  - Damão/Daman – købt i 1559. Del af den oversøiske provins i 1946. Invaderet af Indien i december 1961.
  - Diu – købt i 1535. Del af den oversøiske provins i 1946. Invaderet af Indien i december 1961.
  - Dadra – købt i 1779. Invaderet af Indien i 1954.
  - Goa – koloni (1510–1946). Del af den oversøiske provins i 1946. Invaderet af Indien i december 1961.
  - Hughli – erobring (1579–1632)
  - Nagar Haveli – købt i 1779. Invaderet af Indien i 1954.
  - Masulipatnam (1598–1610)
  - Mangalore (1568–1659)
  - Negapatam/Nagapattinam (1507–1657)
  - Paliacate (1518–1610). Okkuperet af Nederlandene i 1610.
  - Coulão/Quilon – erobring (1502–1661)
  - Salsette – erobring (1534–1601). Overdraget til briterne i 1601.
  - São Tomé de Meliapore – bosættelse (1523-1662; 1687-1749)
  - Surat – bosættelse (1540–1612)
  - Tuticorin/Thoothukudi (1548–1658)
- Sokotra – erobring (1506–1511). Blev del af Mahri-sultanatet Qishn og Suqutra
- Timor-Leste (Østtimor) – koloni under Portugisisk Indien (1642–1844); under Macao (1844–1896); egen koloni (1896–1951); oversøisk territorium (1951–1975); erklæret republik og erklæret unilateralt uafhængigt, annekteret af Indonesien (1975-1999, anerkendt af FN som portugisisk territorium). Administreret af FN fra 1999 til det blev uafhængigt i 2002.